# Henryk Cudnowski
Henryk Cudnowski, do 1903 Henryk Cudek (ur. 12 września 1884 we Lwowie, zm. 16 listopada 1963 we Wrocławiu) – polski aktor filmowy i teatralny, reżyser teatralny.

Nazwisko Cudek zmienił prawnie w 1903 na Cudnowski.
Debiutował w 1900 roku, potem występował m.in. w Krynicy, Lublinie, Lwowie, Przemyślu, Tarnowie i Zakopanem. W latach 1908–1910 był sekretarzem Gabrieli Zapolskiej.
Po II wojnie światowej zamieszkał we Wrocławiu. Pochowany na Cmentarzu św. Wawrzyńca we Wrocławiu. 

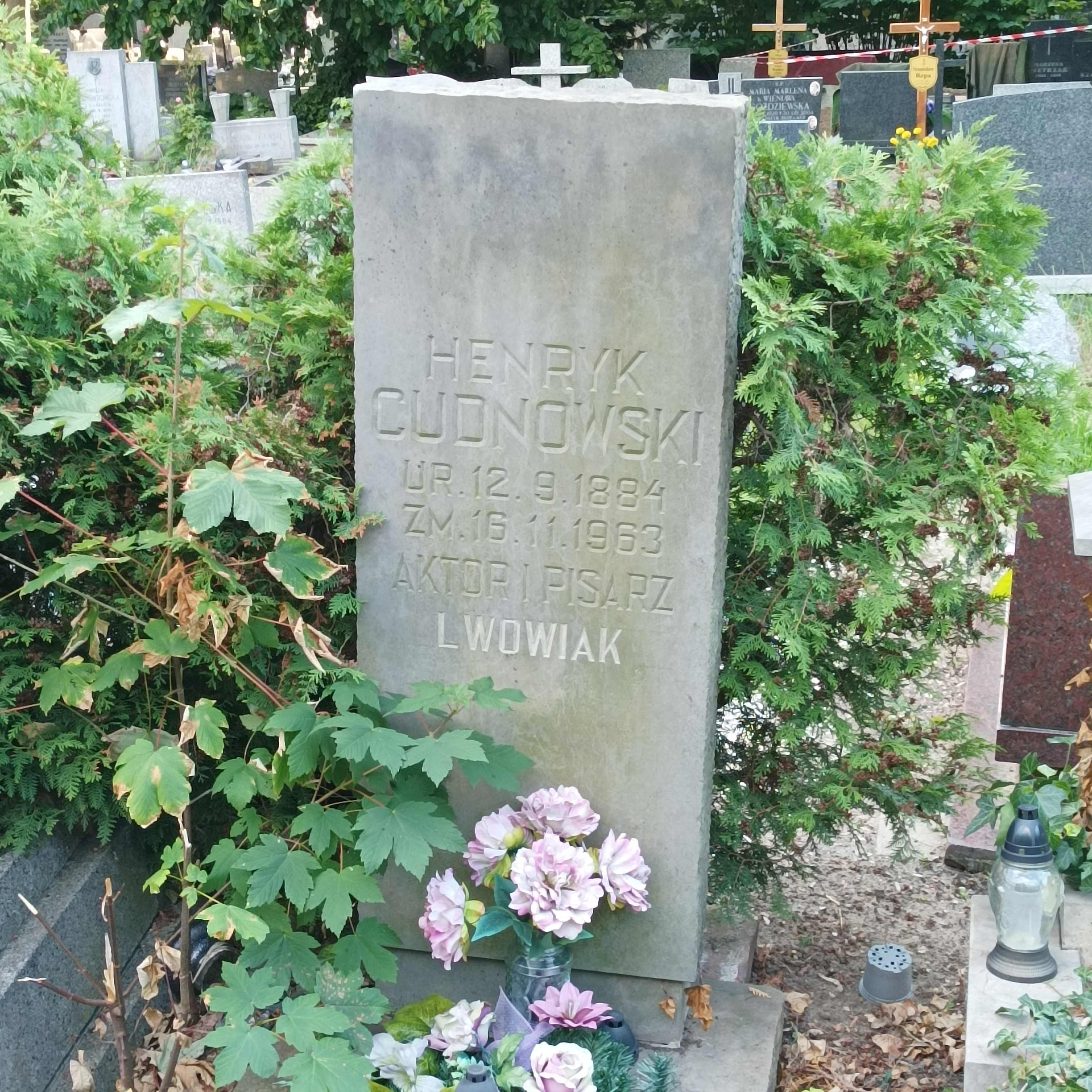
Grób Henryka Cudnowskiego na Cmentarzu św. Wawrzyńca we Wrocławiu

## Filmografia
- 1959 – Lotna

## Publikacje
- Cudnowski Henryk, Niedyskrecje teatralne, słowo wstępne: Jan Trzynadlowski, wydawnictwo: Zakład Narodowy im. Ossolińskich, Wrocław 1960. (tom pamiętników)[4]
- Szereg artykułów o tematyce teatralnej opublikowanych w prasie.